# Duthiastrum linifolium
Duthiastrum linifolium là một loài thực vật có hoa trong họ Diên vĩ. Loài này được (E.Phillips) de Vos miêu tả khoa học đầu tiên năm 1975. Chúng là loài đặc hữu của Nam Phi.